# И (Сомма)
И (фр. и пикард. Y) — коммуна во французском департаменте Сомма региона О-де-Франс. Относится к кантону Ам.
Население (2018) — 91 человек. Топоним Y является самым коротким во Франции, и, очевидно, одним из самых коротких в мире. Этнохороним — ипсилонец, ипсилонка (фр. ypsiloniens, ypsiloniennes).

## История
В годы Первой мировой войны поселение было сильно разрушено. Коммуна И отмечена Военным крестом 1914—1918.

## Администрация
С 2014 года администрацию коммуны возглавляет Венсан Жоли (фр. Vincent Joly).

## Демография
Динамика численности населения, чел.